# Лајза Коши
Елизабет Коши (енгл. Liza Koshy; Хјустон, 31. март 1996)  је америчка глумица, јутјуб личност и комичар.
Она глуми као Вајлет Адамс у оригиналној телевизијској серији Хулу Фрикиш (2016—данас). Између осталих улога играла је Адеј Волкер у филму за хорор комедију Тајлер Перија: Бу! Мадеа Халовин (2016) и Експлорер, у оригиналној серији јутјуб ред: Побјегни из ноћи (2017). Она је домаћин телевизијској серији МТВ Тотал Риквест Лајв и планира да сарађује са серијом јутјуб реда: Лајза он Диманд, која је премијерно приказана 2018. године.
Од фебруара 2018. године главни Лајзин канал јутјуба имао је више од 13 милиона претплатника и 1,5 милијарди прегледа. Освојила је двије награде "Стрими" и награду "Тин Чојс".

## Каријера

### Друштвени медији
Кошијева је почела објављивати стрипове на Вајн платформи, 2013. године, под псеудонимом "Лиззза". Када је Вајн укинут 2017. Кошијева је имала више од 5 милиона сљедбеника. До 2016. године Кошијева је такође постала запажена на јутјуб платформи. У новембру 2016, непосредно пред изборе 2016. године, Кошијева је интервјуисала предсједника Барак Обаму на свом јутјуб каналу како би подстакла учешће гласача. Лајзини видео снимци садрже "њене упечатљиве изразе лица, брзи темпо и њену посвећеност човјеку што је могуће смјешније. [Неки од њених видео снимака] узимају у обзир озбиљна питања - као што су анксиозност, притисак да се уклопи и интернет тролови - за која се она труди да их учини приступачним и привлачним за своје гледаоце. "
Године 2017, Кошијева је постала "јутјуб личност која је најбрже достигла 10 милиона претплатника". Од децембра 2017. њен главни јутјуб канал има преко 13 милиона претплатника и више од 1,5 милијарди прегледа. Видео на њеном главном каналу добија просечно близу 10 милиона прегледа . Истог месеца њен други јутјуб канал имао је више од 5 милиона претплатника, она је имала више од 15 милиона сљедбеника на Инстаграму, више од 11 милиона на Мјузикал. ли, више од 2,8 милиона на Фејсбуку  и више од 1,8 милиона на Твитеру. До августа 2017, њена укупна пенетрација друштвених медија била је око 45 милиона следбеника.

### Остале активности
Кошијева је водила уживо предшоу на наградама Златни глобус 2017. који је на Твитеру имао 2,7 милиона гледалаца уживо - рекорд за медиј. Такође је била домаћин серији "Сваки појединачни корак" и била је "једини друштвени забављач изабран за промоцију 2016 МТВ Муви Авардс". Она је једна од домаћина на Тотал Риквест Лајву на МТВ-у, која је започела низ дневних емитовања уживо у октобру 2017. Она такође учествује као продуцент и програмер садржаја за МТВ. Кошијева је прва "дигитална звезда" интервјуисана за веб серију Вог магазина "73 питања".
Кошијева сарађује са Гивинг Кис, компанијом за производњу накита, која запошљава и подржава раније бескућно становништво на колекцији огрлица. Њене онлајн рекламе за Битс Елецтроникс имају четири пута више гледалаца од других познатих личности.

## Лични живот
Кошијева је рођена и одрасла у Хјустону у Тексасу. Она је пола индијског и пола бијелачког поријекла. Њени родитељи су Јосе Коши, нафтни извршни директор , и Џин Карол не Херцлер, инструктор јоге. Има двије старије сестре. Од вртића до петог разреда, била смјештена је у двоструки образовни и културни програм, гдје је учила како да течно говори шпански. У 2014. након што је похађала Ламар средњу школу, Кошијева се уписала на Универзитет у Хјустону и почела је студирати бизнис маркетинг.
Године 2015, Лајза се преселила у Лос Анђелес.